# Julius Blüthner

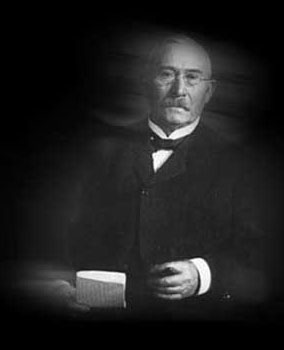
Julius Blüthner

Julius Ferdinand Blüthner (* 11. März 1824 in Falkenhain; † 13. April 1910 in Leipzig) war ein deutscher Klavierbauer und Gründer der Julius Blüthner Pianofortefabrik.

## Biografie
Als Sohn eines Tischlers lernte Julius mit Hobel, Säge und Beitel umzugehen und stellte selbständig eine Armbrust und eine Kommode her. Seine Wissbegierde beschränkte sich nicht auf die Tischlerei. Der örtliche Pfarrer förderte ihn durch Privatunterricht. Nach achtjähriger Schulzeit machte Blüthner bei seinem Vater eine Lehre als Möbeltischler. Nach dem Tod seines Vaters suchte sich der damals 16-jährige Blüthner eine neue Lehrstelle und konnte in Zeitz seine Ausbildung als Möbeltischler fortführen. Als Achtzehnjähriger nahm er eine Stellung bei der Pianofortefabrik „Hölling und Spangenberg“ an. Dort entdeckte er seine Liebe zum Klavierbau.
1845 begann die Soldatenzeit in der Nordhäuser Jägerkaserne. Es folgten die Revolutionsjahre 1848 und 1849. Der Instrumentenbau kam zum Erliegen. Es gab kaum Bestellungen für neue Instrumente. In dieser Zeit hielt er sich allein mit Klavierstimmen und -reparaturen über Wasser. 1850 arbeitete er dann als Musikpfleger. Blüthner kehrte bald nach Leipzig zurück und begann eine Beschäftigung in der Pianofortefabrik Bretschneider. Aufgrund des stark wachsenden wirtschaftlichen Umfeldes in Leipzig gründete er am 7. November 1853 seine eigene Pianofortefabrik. Er konzentrierte sich auf die Herstellung hochwertiger Instrumente in edler Ausführung. Der Firmenchef kümmerte sich – dem Trend des späten 19. Jahrhunderts entsprechend – um seine Arbeiter, indem er eine Fabrikkrankenkasse, eine Versicherung für Angestellte und eine Unterstützungskasse für invalide und alte Arbeiter einrichtete. Er wurde zum Hoflieferant des dänischen Königs und Zar Nikolaus’ II.
Blüthner war seit 1882 Mitglied der Leipziger Freimaurerloge Apollo.
Julius Blüthner wurde im Blüthnerschen Erbbegräbnis in der IV. Abteilung des Neuen Johannisfriedhofs beerdigt. Die Grabstellestelle Nr. 52 ist nicht erhalten. Auch die unten genannten Söhne fanden dort ihre letzte Ruhe.
Seit 2001 ist die Blüthnerstraße im Leipziger Ortsteil Leutzsch nach ihm benannt.

### Rückzug
Kurz nach dem 50-jährigen Geschäftsjubiläum zog sich der 81-jährige Blüthner aus der Firma zurück und übergab die Geschäfte seinem Sohn Adolf Max Blüthner (1862–1919), der von 1898 bis 1910 mit der Pianistin Ella Pancera verheiratet war. Insgesamt hatte er elf Kinder, von denen vier im Kindesalter starben. Vier Söhne sowie drei Töchter überlebten ihn. Julius Blüthner sponserte ab 1907 das nach ihm benannte Blüthner-Orchester.
Als Julius Blüthner am 13. April 1910 in Leipzig starb, lag die geschäftliche Leitung bei Robert Blüthner und die technische Leitung bei Adolf Max Blüthner, die nach dessen Tode Heinrich Bruno Blüthner (* 9. August 1869; † 7. März 1946) übernahm. In der dritten Generation ging das Unternehmen auf den Adoptivsohn Roberts, Rudolph Blüthner-Haessler, über.